# Farida Rahmeh
Farida Rahmeh, Farida Rahma (arab.: فريدة رحمة, Farīdah Raḥmah; ur. 22 września 1953) – libańska narciarka alpejska, dwukrotna uczestniczka zimowych igrzysk olimpijskich.
Najlepszym wynikiem Rahmeh na zimowych igrzyskach olimpijskich jest 19. miejsce podczas igrzysk w Lake Placid w slalomie.
Rahmeh nigdy nie wzięła udziału w mistrzostwach świata.
Rahmeh nigdy nie wystartowała w zawodach Pucharu Świata.

## Osiągnięcia

### Zimowe igrzyska olimpijskie
| Igrzyska         | Konkurencja   | Czas    | Wynik | Zwycięzca             |
| ---------------- | ------------- | ------- | ----- | --------------------- |
| Innsbruck 1976   | Slalom gigant | 2:11.08 | 43.   | Kathy Kreiner         |
| Lake Placid 1980 | Zjazd         | 2:42.88 | 27.   | Annemarie Moser-Pröll |
| Lake Placid 1980 | Slalom gigant | 3:39.49 | 34.   | Hanni Wenzel          |
| Lake Placid 1980 | Slalom        | 2:28.48 | 19.   | Hanni Wenzel          |